# Saint-Jean-du-Corail
Saint-Jean-du-Corail és un municipi francès situat al departament de la Manche i a la regió de Normandia. L'any 2007 tenia 273 habitants.

## Demografia

### Població
El 2007 la població de fet de Saint-Jean-du-Corail era de 273 persones. Hi havia 112 famílies de les quals 28 eren unipersonals (12 homes vivint sols i 16 dones vivint soles), 44 parelles sense fills, 36 parelles amb fills i 4 famílies monoparentals amb fills.
La població ha evolucionat segons el següent gràfic:
Habitants censats

### Habitatges
El 2007 hi havia 153 habitatges, 117 eren l'habitatge principal de la família, 15 eren segones residències i 20 estaven desocupats. 152 eren cases i 1 era un apartament. Dels 117 habitatges principals, 96 estaven ocupats pels seus propietaris, 19 estaven llogats i ocupats pels llogaters i 2 estaven cedits a títol gratuït; 7 tenien dues cambres, 18 en tenien tres, 30 en tenien quatre i 62 en tenien cinc o més. 82 habitatges disposaven pel capbaix d'una plaça de pàrquing. A 59 habitatges hi havia un automòbil i a 54 n'hi havia dos o més.

### Piràmide de població
La piràmide de població per edats i sexe el 2009 era:
| Homes | Edats   | Dones |
| ----- | ------- | ----- |
| 0     | 95 o +  | 0     |
| 0     | 90 a 94 | 0     |
| 0     | 85 a 89 | 0     |
| 8     | 80 a 84 | 0     |
| 4     | 75 a 79 | 16    |
| 8     | 70 a 74 | 8     |
| 20    | 65 a 69 | 12    |
| 12    | 60 a 64 | 4     |
| 8     | 55 a 59 | 20    |
| 16    | 50 a 54 | 12    |
| 4     | 45 a 49 | 16    |
| 8     | 40 a 44 | 12    |
| 8     | 35 a 39 | 4     |
| 4     | 30 a 34 | 0     |
| 12    | 25 a 29 | 0     |
| 20    | 20 a 24 | 4     |
| 0     | 15 a 19 | 4     |
| 4     | 10 a 14 | 12    |
| 4     | 5 a 9   | 0     |
| 0     | 0 a 4   | 0     |

## Economia
El 2007 la població en edat de treballar era de 169 persones, 119 eren actives i 50 eren inactives. De les 119 persones actives 115 estaven ocupades (66 homes i 49 dones) i 4 estaven aturades (1 home i 3 dones). De les 50 persones inactives 23 estaven jubilades, 12 estaven estudiant i 15 estaven classificades com a «altres inactius».

### Ingressos
El 2009 a Saint-Jean-du-Corail hi havia 117 unitats fiscals que integraven 263 persones, la mediana anual d'ingressos fiscals per persona era de 14.698 €.

### Activitats econòmiques
Dels 6 establiments que hi havia el 2007, 1 era d'una empresa de construcció, 2 d'empreses de comerç i reparació d'automòbils, 1 d'una empresa immobiliària, 1 d'una empresa de serveis i 1 d'una empresa classificada com a «altres activitats de serveis».
L'únic servei als particulars que hi havia el 2009 era una fusteria.
L'any 2000 a Saint-Jean-du-Corail hi havia 42 explotacions agrícoles que ocupaven un total de 760 hectàrees.

## Equipaments sanitaris i escolars
El 2009 hi havia una escola maternal integrada dins d'un grup escolar amb les comunes properes formant una escola dispersa.

## Poblacions més properes
El següent diagrama mostra les poblacions més properes.